# Liste der Monuments historiques in Beaurepaire (Oise)
Die Liste der Monuments historiques in Beaurepaire (Oise) führt die Monuments historiques in der französischen Gemeinde Beaurepaire auf.

## Liste der Bauwerke
| Bezeichnung         | Beschreibung                  | Standort | Kennzeichnung | Schutzstatus | Datum | Bild           |
| ------------------- | ----------------------------- | -------- | ------------- | ------------ | ----- | -------------- |
| Schloss mit Kapelle | Erbaut ab dem 15. Jahrhundert | (Lage)   | PA00114498    | Inscrit      | 1978  | weitere Bilder |